# Пояна (Шолданештский район)
Пояна (рум. Poiana) — село в Шолданештском районе Молдавии. Относится к сёлам, не образующим коммуну.

## География
Село расположено на правом берегу Днестра примерно в 9 км к северо-востоку от города Шолданешты, на высоте 231 метр над уровнем моря. Ближайший населённый пункт — село Алчедар.

## Население
По данным переписи населения 2004 года, в селе Пояна проживает 996 человек (506 мужчин, 490 женщин).
Этнический состав села:
| Национальность | Число жителей | Процентный состав |
| -------------- | ------------- | ----------------- |
| молдаване      | 987           | 99,1              |
| русские        | 5             | 0,5               |
| украинцы       | 3             | 0,3               |
| прочие         | 1             | 0,1               |
| Всего          | 996           | 100 %             |

## Древности
Близ села округлое городище и селище IX-XI вв.